# Сибер, Эл
Эл Сибер (англ. Al Sieber; 27 февраля 1843 — 19 февраля 1907) — американец немецкого происхождения, военнослужащий армии США,  участник Гражданской войны и Индейских войн.  

## Биография

### Ранние годы
Эл Сибер, урождённый Альберт Зибер, родился в поселении Бад-Мингольсхайме, герцогство Баден, тринадцатым из 14 детей. Он был крещён 1 марта 1843 года в церкви Святого Ламберта в Мингольсхайме. Отец Альберта, Йоханнес, умер спустя два года после его рождения. В период с марта по апрель 1851 года, через три года после Мартовской революции, его мать Ева Катарина Фишер, иммигрировала со своими восемью детьми (шестеро уже умерли) в Ланкастер, штат Пенсильвания. Несколько лет спустя семья переехала на запад в Миннесоту.

### Гражданская война
4 марта 1862 года Сибер вступил в армию северян и был направлен в 1-й Миннесотский пехотный полк волонтёров. Он принял участие во многих сражениях Гражданской войны, включая битву при Энтитеме, битву при Фредериксберге, битву при Чанселорсвилле и битву при Геттисберге. 2 июля 1863 года Сибер был тяжело ранен под Геттисбергом. После войны он перебрался в Калифорнию, а позже — в Неваду, где безуспешно пытался найти золото. В 1868 году Сибер перегнал табун лошадей из Сан-Бернардино в Прескотт, где он остался работать ковбоем, а позднее управлял ранчо в долине Уильямсон, Территория Аризона.

### Апачские войны
В Аризоне Сибер стал помогать военным в организации экспедиций против враждебных индейцев. Генерал Джордж Крук быстро оценил его способности и назначил Сибера командиром индейских скаутов. Он участвовал в кампании Крука против тонто-апачей в 1871—1873 гг. Когда индейская резервация Кэмп-Верде была закрыта, Сиберу было приказано перевезти явапаев и тонто в резервацию Сан-Карлос в середине зимы. Он продолжал работать там и участвовал в нескольких столкновениях с группами апачей, которые покинули резервацию.
В 1877 году Сибер несколько месяцев работал в качестве проводника для маршала округа Пима Уайли Стандефера, который преследовал преступников в регионе. В 1881 году он принял участие в сражение при Сибекью-Крик, а в следующем году — при Биг-Драй-Уош. 
В 1883 году Джордж Крук отправился в Мексику в погоню за мятежным лидером чирикауа-апачей Джеронимо и Сибер, как командир скаутов, сопровождал его. Он оставался на этом посту до самого завершения войн с апачами. Благодаря своим человеческим и профессиональным качествам пользовался большим уважением среди военнослужащих, белых поселенцев и индейцев. В 1887 году, при преследовании отряда Апачи Кида, получил серьёзное ранение в ногу и остался инвалидом до конца жизни. Всего, во время различных сражений и боёв на протяжении своей жизни, Сибер был ранен 28 раз.

### Поздние годы
Сибер был уволен с должности командира скаутов в Сан-Карлосе в декабре 1890 года майором Джоном Буллисом. Завершив службу в армии, работал проводником геологических партий до 1898 года.
В 1903 году началось строительство плотины Рузвельта и Сибер стал там работать. 19 февраля 1907 года он возглавлял рабочую бригаду апачей, которая строила дорогу к новой плотине на месте слияния рек Солт-Ривер и Тонто-Крик. Проект осуществлялся под руководством другого известного скаута, Лютера Келли, на Тропе Апачей. Сибер погиб в результате несчастного случая — во время строительства на него упал валун. Он был похоронен со всеми воинскими почестями на кладбище в городе Глоб, штат Аризона.

## Киновоплощения
- 1953: Персонаж Эд Бэннон, изображенный Чарлтоном Хестоном в фильме «Наконечник стрелы», был основан на Сибере[12].
- 1954: Джон Макинтайр в фильме «Апачи»[13].
- 1955: Кеннет Макдональд в эпизоде «Апачи Кид» в синдицированном телесериале «Истории века»[14].
- 1967: Уиллард Сейдж в фильме «Серебряный Тумстоун».
- 1979: Ричард Уидмарк в фильме «Мистер Хорн»[15].
- 1993: Роберт Дюваль в фильме  «Джеронимо: Американская легенда»[16].